# 讷维格朗尚
讷维格朗尚（法語：Neuvy-Grandchamp，法語發音：[nøvi ɡʁɑ̃ʃɑ̃]）是法国索恩-卢瓦尔省的一个市镇，属于沙罗勒区。

## 地理
讷维格朗尚（46°35'22"N, 3°55'58"E）面积49.64 平方千米，位于法国勃艮第-弗朗什-孔泰大區索恩-卢瓦尔省，该省份为法国中部省份，北起顺时针与科多尔省、汝拉省、安省、罗讷省、卢瓦尔省、阿列省和涅夫勒省接壤。
与讷维格朗尚接壤的市镇（或旧市镇、城区）包括：沙尔穆、拉沙佩勒欧芒、屈尔丹、格吕里、莱盖罗、拉莫特圣让、卢瓦尔河畔佩里尼、阿鲁河畔里尼。

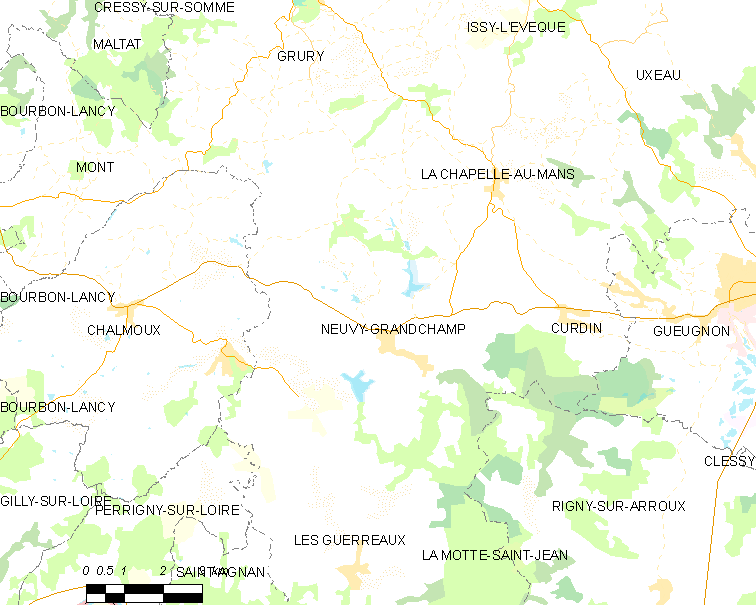
讷维格朗尚的OSM定位图

讷维格朗尚的时区为UTC+01:00、UTC+02:00（夏令时）。

## 行政
讷维格朗尚的邮政编码为71130，INSEE市镇编码为71330。

## 政治
讷维格朗尚所属的省级选区为格尼翁县。

## 人口

1962-2008年间讷维格朗尚人口变化图示

讷维格朗尚于2022年1月1日时的人口数量为752人。